# Casa Babylon
Albums de Mano Negra
In the Hell of Patchinko
(1992) Best of
(1998)
Casa Babylon est le quatrième album de Mano Negra, sorti le 13 mai 1994. 

## Titres
| No  | Titre                                   | Durée |
| --- | --------------------------------------- | ----- |
| 1.  | Viva Zapata                             | 2:04  |
| 2.  | Casa Babylon                            | 2:01  |
| 3.  | The monkey                              | 2:47  |
| 4.  | Señor Matanza                           | 4:06  |
| 5.  | Santa Maradona (Larchuma Football Club) | 3:27  |
| 6.  | Super Chango                            | 2:53  |
| 7.  | Bala perdida                            | 2:13  |
| 8.  | Machine gun                             | 4:25  |
| 9.  | El alakran (La mar está podrida)        | 3:50  |
| 10. | Mama perfecta (Traditionnel cubain)     | 1:54  |
| 11. | Love and hate                           | 2:28  |
| 12. | Drives me crazy                         | 3:38  |
| 13. | Hamburger fields                        | 3:14  |
| 14. | La vida (La vida me da palo)            | 2:41  |
| 15. | Sueño de Solentíname                    | 2:51  |
| 16. | This is my world                        | 4:57  |